# Ruds Vedby
Ruds Vedby es una localidad situada en el municipio de Sorø, en la región de Selandia (Dinamarca), con una población en 2012 de unos 1669 habitantes.
Se encuentra ubicada en el centro de la isla de Selandia, al suroeste de Copenhague.